# Ornithoptera paradisea
Ornithoptera paradisea је врста лептира из породице једрилаца (лат. Papilionidae).

## Распрострањење
Врста има станиште у Индонезији и Папуи Новој Гвинеји.

## Станиште
Врста Ornithoptera paradisea има станиште на копну.

## Угроженост
Ова врста није угрожена, и наведена је као последња брига јер има широко распрострањење.